# Garde de Denver City
La Garde de Denver city (Denver city Home Guard) était une formation de type milices, chargée de protéger la ville de Denver située dans le Colorado pendant la Guerre de Sécession américaine.  L'unité fut constituée en avril 1862. 

## Histoire
Entre septembre et début octobre 1861, le gouverneur territorial du Colorado, William Gilpin, enrôla des hommes pour une durée de six mois au sein de la Garde de Denver, composée de deux compagnies, désignées n°1 et n°2,. La compagnie n°1 était commandée par le capitaine Joseph Ziegelmuller alors que la seconde était commandée par le capitaine James W. Iddings.  Les autres officiers de la compagnie n°1 étaient le lieutenant Jacob Garres et le lieutenant William Wise. Pour la compagnie n°2 il s'agissait du premier lieutenant John A. Latta et du sous-lieutenant Adamson T. Dayton. Bien que ce fut une unité de type milice, ces gardes furent considérés comme servant régulièrement les États-Unis. Les 200 hommes ne furent jamais engagés, mais ils furent stationnés à Denver City et à Camp Weld. L'unité fut regroupée par le capitaine WH Bachus en mars et avril 1862 ,,

## Voir également
- Liste des unités de la guerre civile du territoire du Colorado

1. ↑   Dyer, (1959), p. 1 006.
2. 1 2  Budd, « The Historical Background Of The Colorado Volunteers During The Civil War Period  1861-1865 », Colorado Division of State Archives and Public Records & Columbine Genealogical and Historical Society (consulté le 31 janvier 2014)
3. 1 2 3  William Clarke Whitford, Colorado volunteers in the civil war: the New Mexico campaign in 1862, The State historical and natural history society, 1906 (lire en ligne), p. 45
4. 1 2  Wilbur Fiske Stone, History of Colorado, S. J. Clarke, 1918 (lire en ligne), p. 705
5. ↑  Colorado. Division of State Archives and Public Records et Columbine Genealogical and Historical Society, Colorado Territory Civil War volunteer records: a comprehensive index to the twelve volumes of military clothing books found in the Colorado State Archives : containing the historical background of the volunteers of Colorado Territory during the Civil War Period, 1861-1865, The Society, 1994 (lire en ligne)

- Régiments de guerre civile du Colorado